# Duga Poljana (gmina Sjenica)
Duga Poljana (cyr. Дуга Пољана) – wieś w Serbii, w okręgu zlatiborskim, w gminie Sjenica. W 2011 roku liczyła 477 mieszkańców.